# Info (Unix)

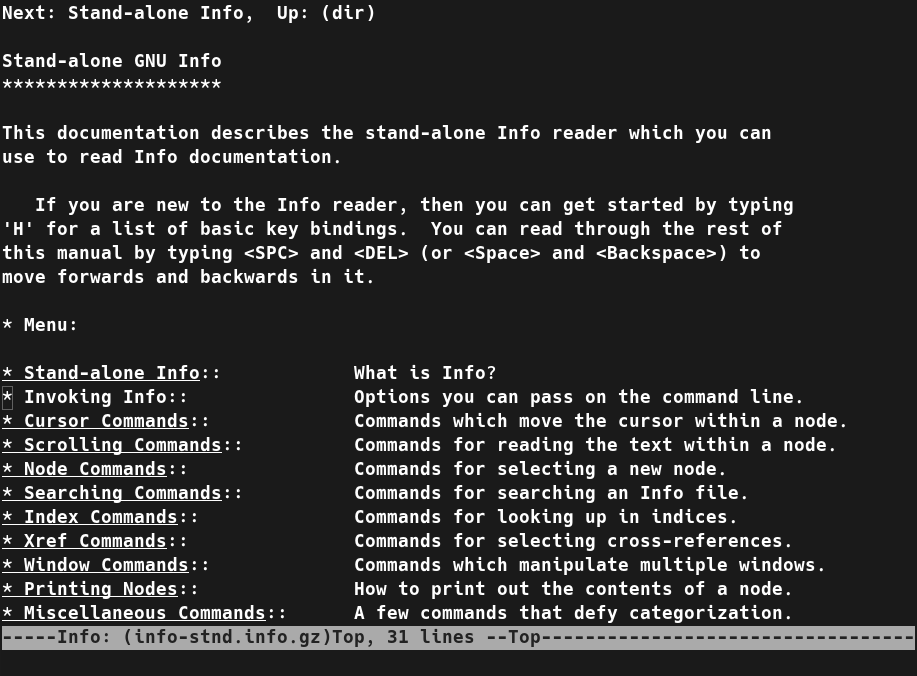

info es un software que permite consultar ayuda y documentación en formato hipertexto multipágina. Funciona en línea de comandos, sin necesidad de GUI.
Esta herramienta, procesa archivos info, que son archivos de formato Texinfo, y presenta la documentación como un árbol, con comandos simples para navegar (traverse) el árbol y seguir las referencias cruzadas. Por ejemplo
- n va a la página siguiente.
- p va a la página anterior.
- u va a la página de arriba.
- l va al último nodo visitado
- Para seguir una referencia cruzada, se puede mover el cursor sobre un enlace (una palabra precedida por un *) y presionar enter.

Originalmente, info fue o escrito para ser usado por GNU/Linux y después fue portado a otros sistemas operativos similares a Unix.

## Lista de lectores deTexinfo
- info
- pinfo
- tkman
- tkinfo
- khelpcenter